# Zilveren Bal 1915
De Zilveren Bal 1915/16 was de 14e editie van dit traditionele officieuze openingstoernooi van het voetbalseizoen. De wedstrijden duurden een uur. Alleen de finale duurde anderhalf uur. Na het noodgedwongen uitstapje naar Den Haag in 1913 en het niet doorgaan van het toernooi in 1914 vond het toernooi na twee jaar weer plaats op het terrein van Sparta. De teams waren dit jaar aan elkaar gewaagd. Vier van de elf wedstrijden kenden een verlenging van 2 x 7,5 minuut. Twee keer bracht ook de verlenging geen beslissing en moest er worden geloot. Het toernooi werd over vier speeldagen verdeeld, te weten 29 augustus, en 5, 12 en 19 september.

## Revuebeker
VOC 2, Xerxes en het Leidse Ajax waren tweede klassers en streden na uitschakeling om de Revuebeker. Ajax was vrijgeloot voor de eerste ronde. Op 12 september kwam Xerxes door loting in de finale van deze beker na tegen VOC 2 na verlenging met 1-1 gelijk te hebben gespeeld. Op 19 september won Ajax de finale met 1-0. Ook deze finale duurde anderhalf uur.

### Uitslagen
1901/02 ·
1902/03 ·
1903/04 ·
1904/05 ·
1905/06 ·
1906/07 ·
1907/08 ·
1908/09 ·
1909/10 ·
1910/11 ·
1911/12 ·
1912/13 ·
1913/14 ·
1914/15 ·
1915/16 ·
1916/17 ·
1917/18 ·
1918/19 ·
1919/20 ·
1920/21 ·
1921/22 ·
1922/23 ·
1923/24 ·
1924/25 ·
1925/26 ·
1926/27 ·
1927/28 ·
1928/29 ·
1929/30 ·
1930/31 ·
1931/32 ·
1932/33 ·
1933/34 ·
1934/35 ·
1935/36 ·
1936/37 ·
1937/38 ·
1938/39 ·
1939/40 ·
1940/41 ·
1941/42 ·
1942/43 ·
1943/44 ·
1944/45 ·
1945/46 ·
1946/47 ·
1947/48 ·
1948/49 ·
1949/50 ·
1950/51 ·
1951/52 ·
1952/53 ·
1953/54 ·
1954/55